# Pleospora vitalbae
Pleospora vitalbae är en svampart som först beskrevs av De Not., och fick sitt nu gällande namn av Augusto Napoleone Berlese 1888. Pleospora vitalbae ingår i släktet Pleospora och familjen Pleosporaceae.   Inga underarter finns listade i Catalogue of Life.